# Saint-Mary (Charente)
Pour les articles homonymes, voir Saint-Mary.
Saint-Mary est une commune du Sud-Ouest de la France, située dans le département de la Charente (région Nouvelle-Aquitaine).
Ses habitants sont les Mariussois et les Mariussoises.

## Géographie

### Localisation et accès
Saint-Mary est une commune du nord-est de la Charente située dans la vallée de la Bonnieure, à 5 km à l'ouest de Chasseneuil, dans le canton de Saint-Claud et 27 km au nord-est d'Angoulême.
Le bourg est aussi à 9 km au sud-ouest de Saint-Claud, 10 km au nord de La Rochefoucauld et 17 km à l'est de Mansle.
La route principale de la commune est la D 27, route de Chasseneuil à Mansle qui longe la rive droite de la Bonnieure et passe à Artenac. Les autres routes perpendiculaires sont la  .36 qui passe au village et va aux Pins au sud et à Cellefrouin au nord, et la D 175 qui va de Saint-Claud et Chavagnac au Pont-d'Agris. Ces deux routes traversent le Bois de Bel-Air. Il y a aussi la D 91 et la D 187 qui passent à Artenac.
Une grande partie nord-est de la commune est occupée par le Bois de Bel-Air, forêt à cheval sur trois communes.

### Hameaux et lieux-dits
Le bourg de Saint-Mary est situé à l'est de la commune, et le village d'Artenac, légèrement plus important en taille, est situé à l'ouest.

### Communes limitrophes
| Valence          | La Tâche   | Cellefrouin               |
| Val-de-Bonnieure | Saint-Mary | Chasseneuil-sur-Bonnieure |
|                  | Les Pins   |                           |

### Géologie et relief
Le terrain est calcaire jurassique (Callovien, et Oxfordien à l'ouest), dont on peut voir une belle coupe à la falaise d'Artenac bordant la Bonnieure. Mais il est recouvert de dépôts tertiaires, altérite et argile à silex, en provenance du Massif central tout proche (10 km à l'est),,,.
Le Bois de Bel-Air occupe ce terrain et le point culminant de la commune (183 m) se trouve au milieu de la forêt au nord, en limite avec les communes de La Tâche et Cellefrouin, aux Logis de Bel-Air (ancienne éolienne qui est un point géodésique). Le point le plus bas est à 75 m, situé sur la Bonnieure sur la limite ouest de la commune (chez Tabard). Le bourg s'étage entre 100 m et 120 m d'altitude.

### Hydrographie

#### Réseau hydrographique

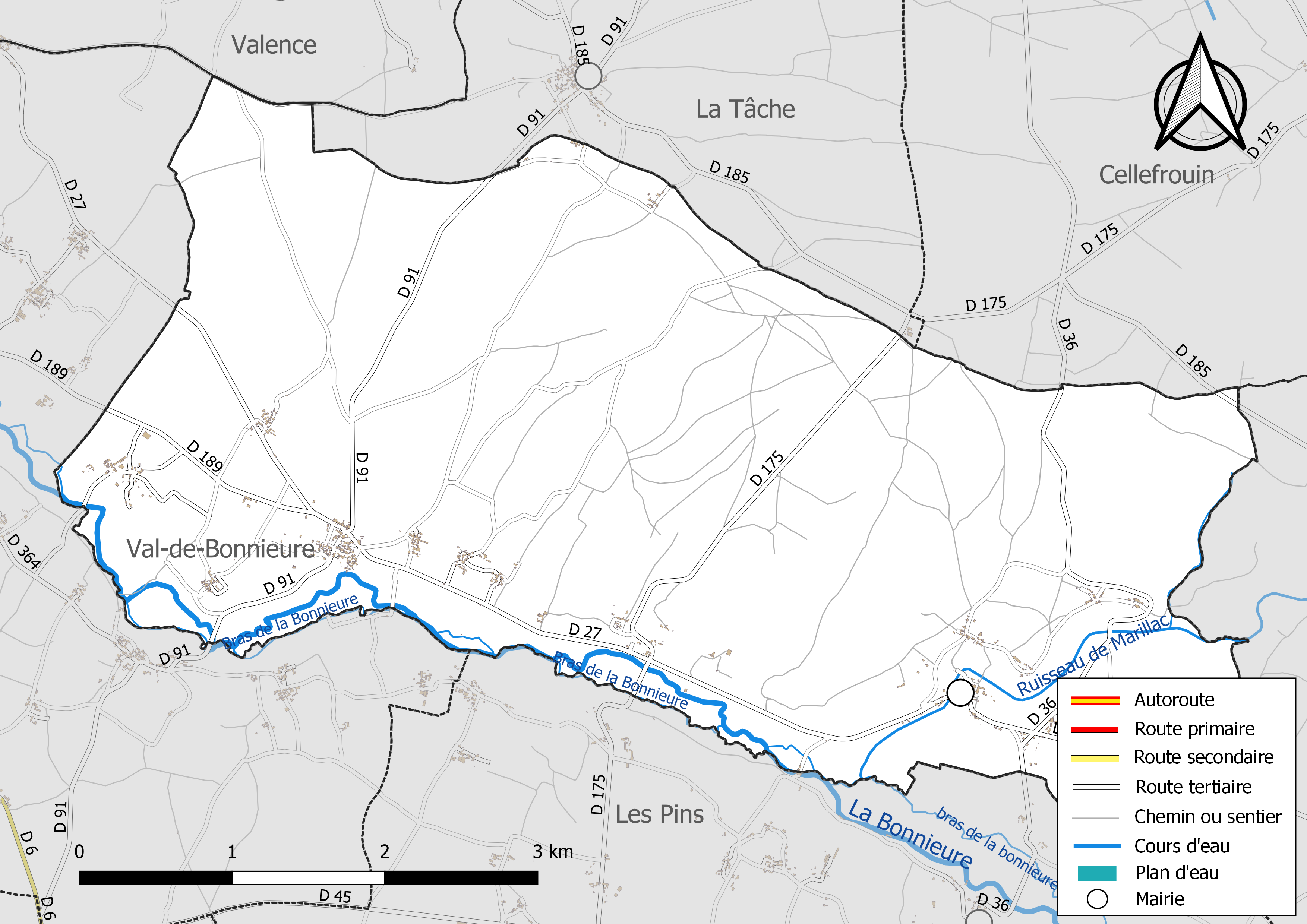
Réseaux hydrographique et routier de Saint-Mary.

La commune est située dans le bassin versant de la Charente au sein du Bassin Adour-Garonne. Elle est drainée par la Bonnieure et par un petit cours d'eau, qui constituent un réseau hydrographique de 13 km de longueur totale,.
La commune de Saint-Mary est située sur la rive droite de la Bonnieure qui passe au sud.
Le bourg est situé dans un profond vallon que parcourt le ruisseau de Marillac, affluent de la Bonnieure, et qui sépare en amont le Bois de Bel-Air de la Forêt de Chasseneuil.
La nature karstique du terrain fait qu'il n'y a pas d'autre ruisseau sur la commune.

#### Gestion des eaux
Le territoire communal est couvert par le schéma d'aménagement et de gestion des eaux (SAGE) « Charente ». Ce document de planification, dont le territoire correspond au bassin de la Charente, d'une superficie de 9 300 km2, a été approuvé le 19 novembre 2019. La structure porteuse de l'élaboration et de la mise en œuvre est l'établissement public territorial de bassin Charente. Il définit sur son territoire les objectifs généraux d’utilisation, de mise en valeur et de protection quantitative et qualitative des ressources en eau superficielle et souterraine, en respect des objectifs de qualité définis dans le troisième SDAGE  du Bassin Adour-Garonne qui couvre la période 2022-2027, approuvé le 10 mars 2022.

### Climat
Comme dans les trois quarts sud et ouest du département, le climat est océanique aquitain.

## Urbanisme

### Typologie
Au 1er janvier 2024, Saint-Mary est catégorisée commune rurale à habitat dispersé, selon la nouvelle grille communale de densité à 7 niveaux définie par l'Insee en 2022.
Elle est située hors unité urbaine et hors attraction des villes,.

### Occupation des sols
L'occupation des sols de la commune, telle qu'elle ressort de la base de données européenne d’occupation biophysique des sols Corine Land Cover (CLC), est marquée par l'importance des territoires agricoles (58,5 % en 2018), une proportion identique à celle de 1990 (58,5 %). La répartition détaillée en 2018 est la suivante : 
forêts (38,9 %), terres arables (28,5 %), zones agricoles hétérogènes (20,6 %), prairies (9,3 %), milieux à végétation arbustive et/ou herbacée (2,7 %). L'évolution de l’occupation des sols de la commune et de ses infrastructures peut être observée sur les différentes représentations cartographiques du territoire : la carte de Cassini (XVIIIe siècle), la carte d'état-major (1820-1866) et les cartes ou photos aériennes de l'IGN pour la période actuelle (1950 à aujourd'hui).

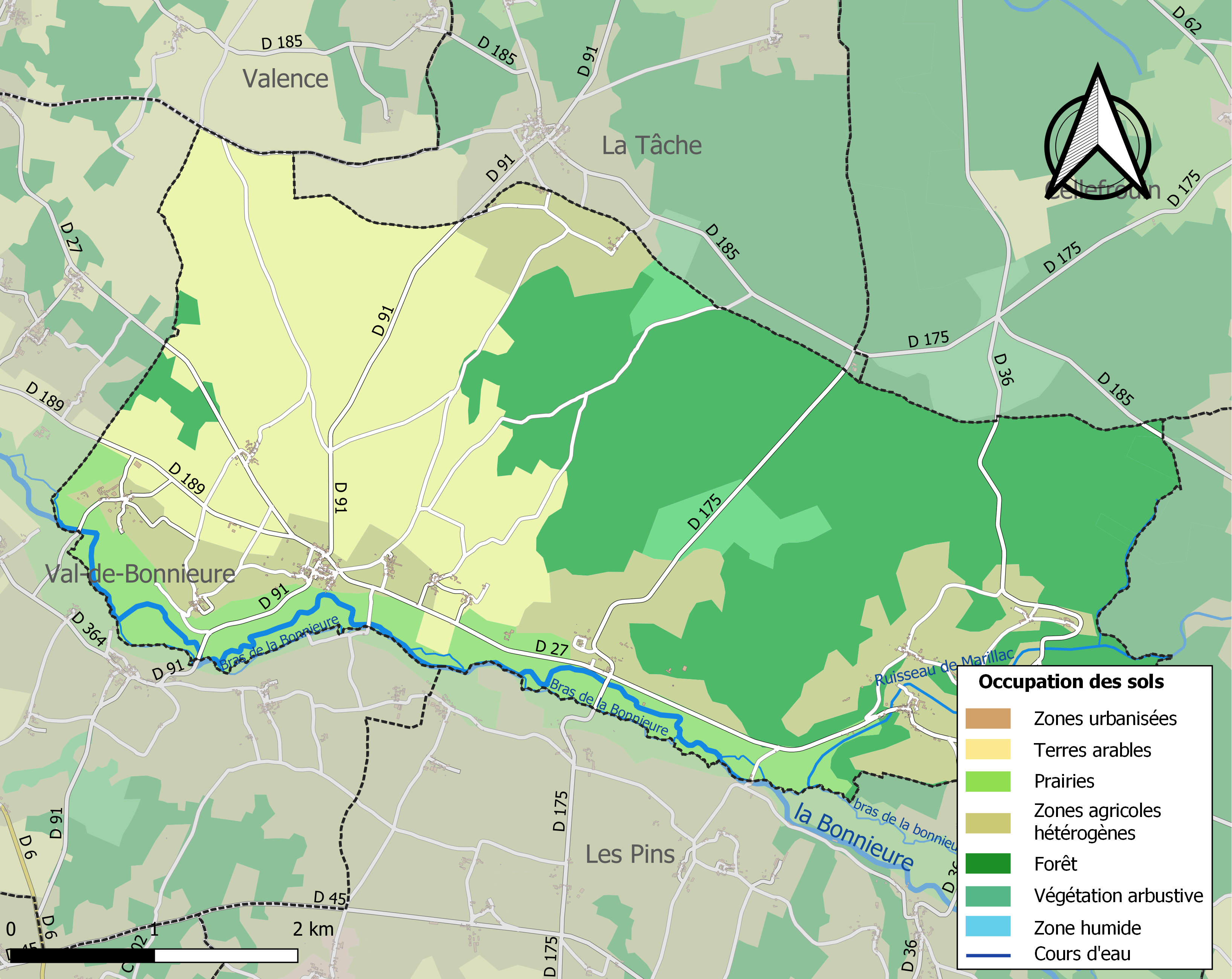
Carte des infrastructures et de l'occupation des sols de la commune en 2018 (CLC).

### Risques majeurs
Le territoire de la commune de Saint-Mary est vulnérable à différents aléas naturels : météorologiques (tempête, orage, neige, grand froid, canicule ou sécheresse) et séisme (sismicité modérée). Un site publié par le BRGM permet d'évaluer simplement et rapidement les risques d'un bien localisé soit par son adresse soit par le numéro de sa parcelle.

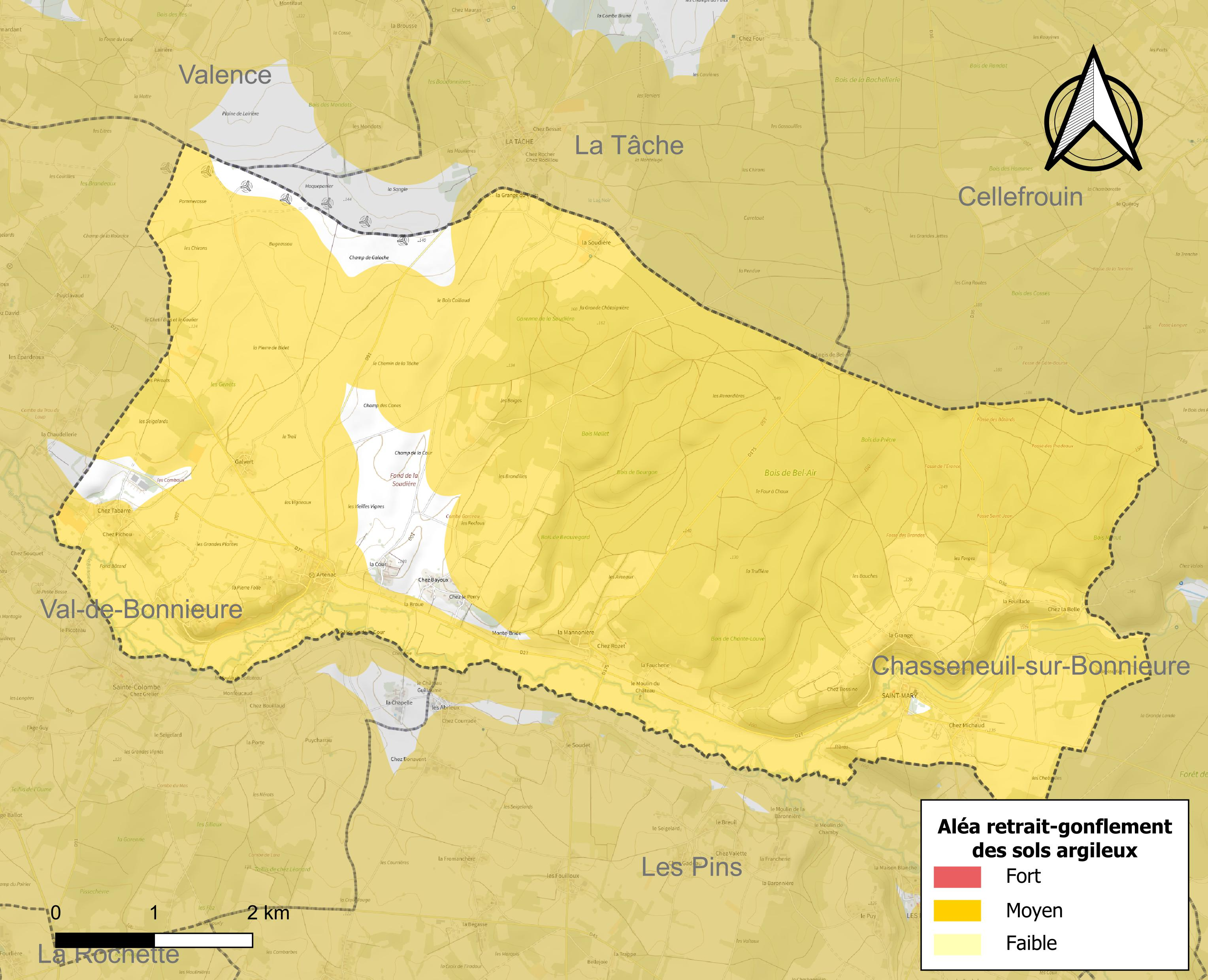
Carte des zones d'aléa retrait-gonflement des sols argileux de Saint-Mary.

Le retrait-gonflement des sols argileux est susceptible d'engendrer des dommages importants aux bâtiments en cas d’alternance de périodes de sécheresse et de pluie. 93,7 % de la superficie communale est en aléa moyen ou fort (67,4 % au niveau départemental et 48,5 % au niveau national). Sur les 215 bâtiments dénombrés sur la commune en 2019,  188 sont en aléa moyen ou fort, soit 87 %, à comparer aux 81 % au niveau départemental et 54 % au niveau national. Une cartographie de l'exposition du territoire national au retrait gonflement des sols argileux est disponible sur le site du BRGM,.
Par ailleurs, afin de mieux appréhender le risque d’affaissement de terrain, l'inventaire national des cavités souterraines permet de localiser celles situées sur la commune.
La commune a été reconnue en état de catastrophe naturelle au titre des dommages causés par les inondations et coulées de boue survenues en 1982, 1983 et 1999. Concernant les mouvements de terrains, la commune a été reconnue en état de catastrophe naturelle au titre des dommages causés par des mouvements de terrain en 1999.

## Toponymie
Le nom est attesté par la forme ancienne Sanctus Marius en 1376.
Selon certains, Marius était un abbé du VIe siècle, du monastère de Beuvoux (Bobacum), dans le diocèse de Sisteron, mort vers 555,.
Selon d'autres, Marius était un ermite du IIIe siècle que la tradition donne pour le premier évangélisateur ou "apôtre" de la Haute Auvergne, avec son compagnon Mamet.
Les seules autres communes en France dont le nom dérive de Marius sont Saint-Mary-le-Plain (Cantal) et Saint-May (Drôme).

### Limite dialectale
La commune est comprise dans le domaine de la langue d'oc, aux confins des dialectes limousin et marchois, proche aussi du domaine du poitevin, langue d'oïl, plus à l'ouest. Le Bois de Bel-Air joue en effet un rôle de frontière naturelle entre le Limousin (à l'est) et le Marchois (à l'ouest),.
Elle se nomme Sent Marí en occitan.

## Histoire

### Préhistoire

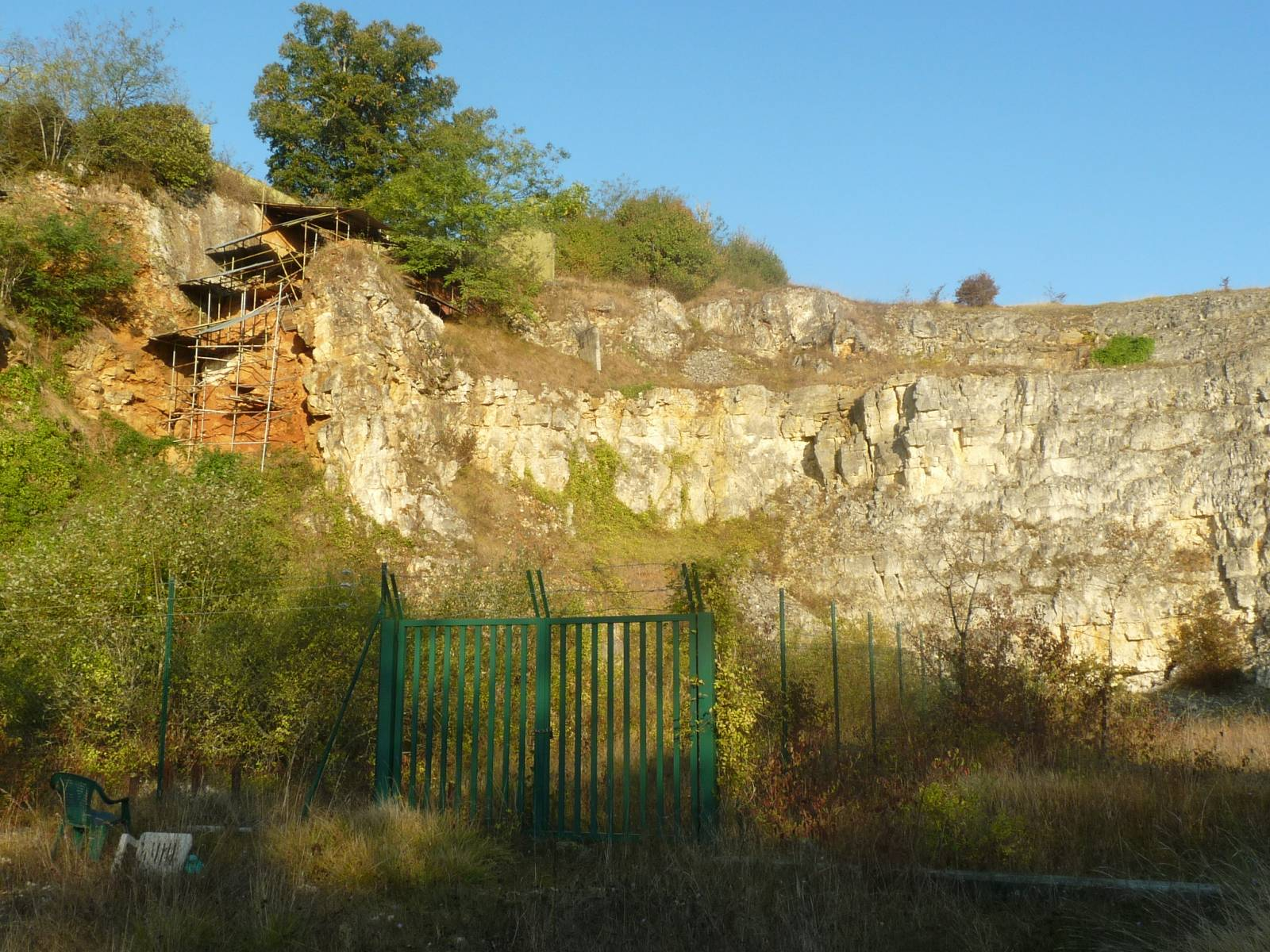
Grotte et falaise d'Artenac.

Saint-Mary conserve des traces d'occupation humaine remontant au Paléolithique. Le site de la grotte d'Artenac, fouillé au début des années 1960, a livré des vestiges très anciens (deux fragments de crânes d'époque néandertalienne, datés de plus de 350 000 ans), les plus anciens de toute la région du Centre-Ouest. 
Cette grotte contient aussi des vestiges importants du Néolithique final (vers 3000/2500 av. J.-C.) qui ont permis aux archéologues de définir une culture particulière, la culture d'Artenac ou Arténacien, qui a ensuite été identifiée en Dordogne, dans le Lot et dans le Limousin.

### Époque gallo-romaine
La commune est bordée à l'ouest et au nord par deux voies romaines. À l'ouest l'ancienne voie Angoulême-Bourges par Confolens et Argenton passait par chez Tabard et la Tâche. Au nord, l'ancienne voie de Chassenon à la Terne par Chasseneuil passait dans le Bois de Bel-Air à la limite de canton,,.
La paroisse elle-même se constitua à une époque inconnue. Une installation humaine liée à un défrichement du Xe ou XIe siècle est possible mais l'aspect de la petite agglomération dominée par le château fait aussi penser à un bourg castral[réf. nécessaire].

### Moyen Âge
La paroisse de Saint-Mary avait une certaine importance au Moyen Âge, ne serait-ce que par la position stratégique de son château (cité comme forteresse – fortalicium – en 1274 mais probablement plus ancien) qui surveille et défend la voie de passage par la vallée de la Bonnieure. On trouvait sur son territoire, outre l'église paroissiale aujourd'hui disparue, un prieuré qui dépendait de l'abbaye de Nanteuil (devenu église paroissiale après les guerres de religion), au moins cinq moulins, une léproserie, etc. La paroisse avait sa foire, mentionnée en 1322.
Artenac serait une localité ancienne, autant que Civrac devenue Saint-Claud. Il s'y tenait des foires importantes, aujourd'hui disparues.
Citée au XVe siècle comme une châtellenie, Saint-Mary en avait toutes les caractéristiques dès le XIIIe siècle, formant une terre féodale cohérente dont le seigneur avait tous droits de haute, moyenne et basse justice, « honneurs », droit d'octroi, ban et corvées, dîmes inféodées, etc. La seigneurie avait ses officiers de justice, nommés par le seigneur (juge sénéchal, procureur, greffier, sergents), son notaire, un garde du scel (pour sceller les contrats), ainsi que sa mesure particulière, la « mesure de Saint Mary », qui avait cours également à Montembœuf.  La cour de justice de Saint-Mary est citée vers 1325. Plusieurs fiefs nobles existaient dans la paroisse, tenus par autant de vassaux du seigneur : Artenac, la Maison Noble, la Soudière, Montebride, la Faucherie, etc..
Au Moyen Âge, évidemment, la population est essentiellement rurale. Quelques documents anciens (fin XIIIe siècle) mentionnent des noms de tenanciers, dont certains sont dits « levants et couchants », c'est-à-dire de condition serve, et un « terrier » établi en 1538-1539 donne le nom des « manans et habitans de la terre, chastellanye et juridiction de Sainct Masry » qui doivent des cens, rentes et corvées au seigneur. Au XVIIIe siècle, Saint-Mary comptait 203 feux, soit un peu plus de 1000 habitants.
Sur le plan féodal, la seigneurie de Saint-Mary relevait à hommage lige de l'évêque d'Angoulême, à l'exception du château qui mouvait du « fief vicomtal », lequel était jusqu'en 1308 la propriété du comte d'Angoulême.
Les premiers seigneurs connus de Saint-Mary sont les Regnauld, famille très ancienne de l'Angoumois, citée en 1034 et remontant sa filiation prouvée à Arnaud Regnauld, chevalier, qui passa un acte comme seigneur de Saint-Mary en 1186. Il avait épousé vers 1175 une fille de Guillaume de Chabanais. Après quelques générations, Saint-Mary passa dans la famille cousine des Chabanais (vers 1265), puis successivement chez les Sallebrache (ou Célebrache), les Frondebœuf, les Barbezières et les Curzay.
Le premier Curzay seigneur de Saint-Mary est Jean de Curzay qui avait épousé en 1491 Isabeau de Frondebœuf, principale héritière de la seigneurie, mais les familles citées plus haut restèrent par héritage possessionnées dans la paroisse, aussi Saint-Mary devint une co-seigneurie, dont les Curzay étaient cependant les seigneurs châtelains (ils tiennent le château et en rendent hommage). Les Regnauld, de leur côté, ont toujours à Saint-Mary des fiefs, des forêts, des moulins, des droits seigneuriaux divers ainsi que leur chapelle funéraire, qui avait été fondée vers 1285 par Pierre Regnauld, chanoine d'Angoulême et archidiacre de Saintonge. Témoins de leurs possessions du XIIe siècle, ces biens furent encore accrus par une alliance avec les Frondeboeuf dans les années 1450. De fait, les Regnauld s'intitulent parfois « seigneurs de Saint-Mary », nonobstant l'existence des Curzay avec lesquels leurs relations ne furent pas toujours sans difficultés.
En fait, le mariage vers 1350 de Jean I Regnauld avec Marguerite de Confolens avait doté la famille de la seigneurie de l'Age-Bertrand (Chirac, Charente) qui était devenue son principal établissement. C'est de leur château de l'Age que les Regnauld gèrent désormais les intérêts qu'ils ont gardés à Saint-Mary, où ils ont une recette seigneuriale particulière confiée à un prévôt.
 (mai 2015).
Si vous disposez d'ouvrages ou d'articles de référence ou si vous connaissez des sites web de qualité traitant du thème abordé ici, merci de compléter l'article en donnant les références utiles à sa vérifiabilité et en les liant à la section « Notes et références ».
Les plus anciens registres paroissiaux remontent à 1680.

### Après la Révolution
Les Curzay resteront seigneurs en titre de Saint-Mary jusqu'au XVIIIe siècle, époque où la seigneurie passa par mariage dans la maison de Rocquart. Enfin, par acte du 12 juillet 1763 (passé devant Rioux, notaire), François Regnauld, marquis de la Soudière, descendant des premiers seigneurs de Saint-Mary, et déjà co-seigneur du lieu, acheta à François Saulnier de Pierre-Levée et à sa femme Anne de Rocquart (le fief venait d'elle) « la terre et seigneurie de Saint Masry... consistant dans la haute justice en toutte la terre dudict Saint-Masry, droit de directeté y joint, chasteau dudict lieu, préclôtures, droit de paisches, cens et rentes, dixme et agrier, moulins baneaux », etc..
Au mois d'avril 1794, Louis Regnauld, marquis de la Soudière et seigneur de Saint-Mary ayant émigré, sa femme Madeleine-Elisabeth de Maulmont, déclarée suspecte fut arrêtée, conduite à La Rochefoucauld puis transférée à Paris où elle fut condamnée à mort le 4 juillet par Fouquier-Tinville et guillotinée le jour même. Son corps fut jeté dans la fosse commune de Picpus. Pendant ce temps-là, la ci-devant seigneurie de Saint-Mary, divisée en 91 lots, était vendue comme bien national. À la Restauration, le rachat par Gabriel de la Soudière, fils aîné de Louis, du château et de quelques métairies reconstitua une partie du domaine familial. Deux générations plus tard, Louise de la Soudière, petite-fille de Gabriel, épousait en 1885 son cousin germain Fernand, marquis de Saluces, et lui apporta toute la fortune de ses parents. Le château de Saint-Mary fut vendu par leur fils Henry de Saluces en 1935.

### Époque moderne
Au début du XXe siècle, l'industrie dans la commune était représentée par un moulin à cylindres.

## Administration

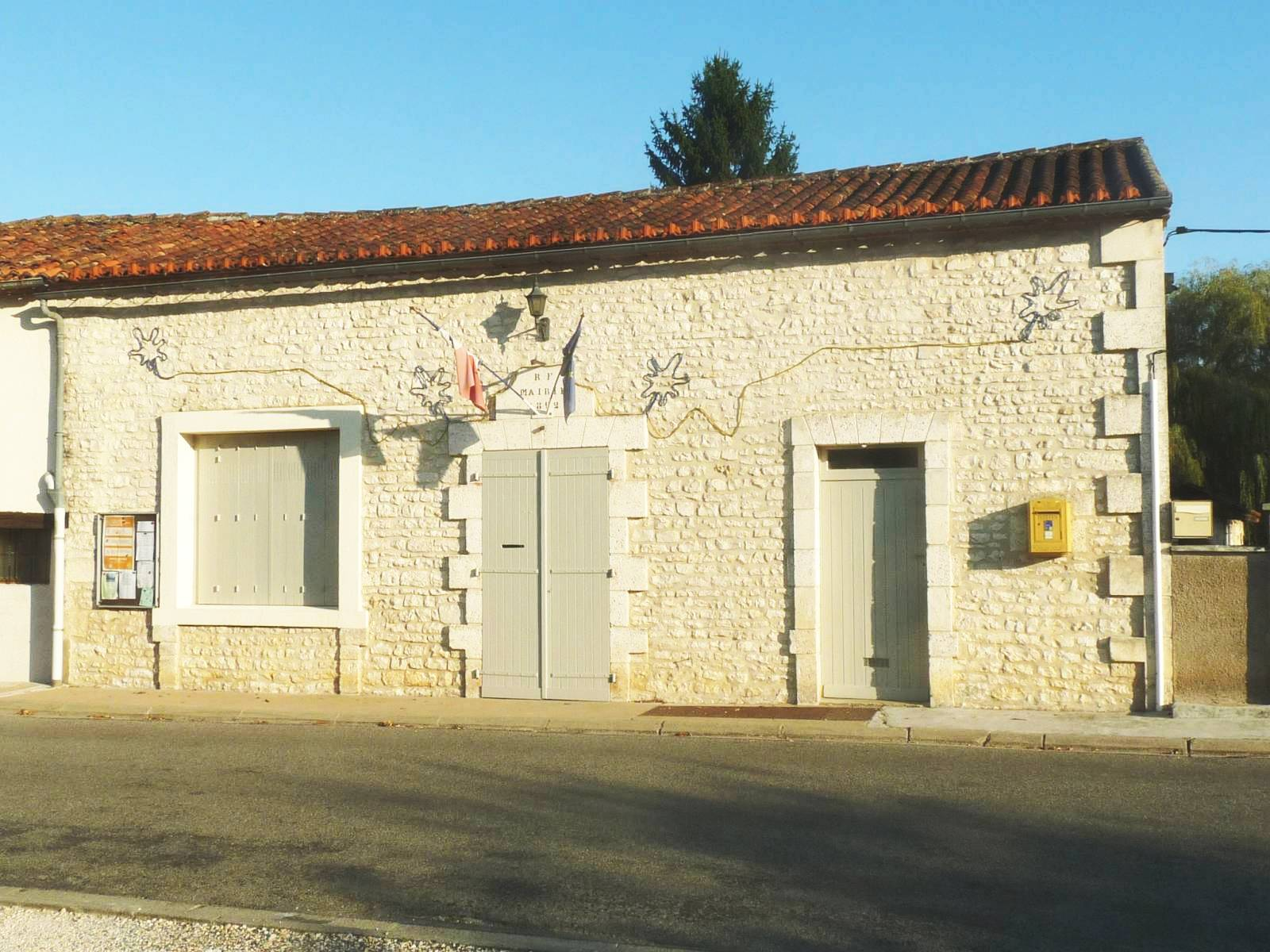
Mairie de Saint-Mary.

| Période                                  | Période       | Identité          | Étiquette    | Qualité                    |
| ---------------------------------------- | ------------- | ----------------- | ------------ | -------------------------- |
| Les données manquantes sont à compléter. |               |                   |              |                            |
| mars 2001                                | novembre 2007 | Annie Suraud      |              |                            |
| 16 novembre 2007                         | En cours      | Élisabeth Guimard | SE - puis PG | Conservateur du patrimoine |

## Démographie

### Évolution démographique
L'évolution du nombre d'habitants est connue à travers les recensements de la population effectués dans la commune depuis 1793. Pour les communes de moins de 10 000 habitants, une enquête de recensement portant sur toute la population est réalisée tous les cinq ans, les populations de référence des années intermédiaires étant quant à elles estimées par interpolation ou extrapolation. Pour la commune, le premier recensement exhaustif entrant dans le cadre du nouveau dispositif a été réalisé en 2007.

En 2022, la commune comptait 350 habitants, en stagnation par rapport à 2016 (Charente : −0,48 %, France hors Mayotte : +2,11 %).
| 1793  | 1800 | 1806  | 1821 | 1831 | 1841 | 1846 | 1851 | 1856 |
| ----- | ---- | ----- | ---- | ---- | ---- | ---- | ---- | ---- |
| 1 020 | 992  | 1 051 | 871  | 848  | 801  | 944  | 920  | 882  |

| 1861 | 1866 | 1872 | 1876 | 1881 | 1886 | 1891 | 1896 | 1901 |
| ---- | ---- | ---- | ---- | ---- | ---- | ---- | ---- | ---- |
| 795  | 810  | 760  | 812  | 763  | 743  | 687  | 710  | 606  |

| 1906 | 1911 | 1921 | 1926 | 1931 | 1936 | 1946 | 1954 | 1962 |
| ---- | ---- | ---- | ---- | ---- | ---- | ---- | ---- | ---- |
| 598  | 618  | 534  | 552  | 513  | 464  | 459  | 466  | 452  |

| 1968 | 1975 | 1982 | 1990 | 1999 | 2006 | 2007 | 2012 | 2017 |
| ---- | ---- | ---- | ---- | ---- | ---- | ---- | ---- | ---- |
| 468  | 371  | 315  | 373  | 365  | 367  | 367  | 362  | 348  |

| 2022 | - | - | - | - | - | - | - | - |
| ---- | - | - | - | - | - | - | - | - |
| 350  | - | - | - | - | - | - | - | - |

### Pyramide des âges
La population de la commune est relativement âgée.
En 2018, le taux de personnes d'un âge inférieur à 30 ans s'élève à 24,4 %, soit en dessous de la moyenne départementale (30,2 %). À l'inverse, le taux de personnes d'âge supérieur à 60 ans est de 34,3 % la même année, alors qu'il est de 32,3 % au niveau départemental.
En 2018, la commune comptait 173 hommes pour 173 femmes, soit un taux de 50 % de femmes, légèrement inférieur au taux départemental (51,59 %).
Les pyramides des âges de la commune et du département s'établissent comme suit.
| Hommes | Classe d’âge | Femmes |
| ------ | ------------ | ------ |
| 0,6    | 90 ou +      | 2,9    |
| 5,3    | 75-89 ans    | 13,6   |
| 25,8   | 60-74 ans    | 20,5   |
| 24,3   | 45-59 ans    | 27,1   |
| 17,6   | 30-44 ans    | 13,5   |
| 10,2   | 15-29 ans    | 9,6    |
| 16,2   | 0-14 ans     | 12,8   |

| Hommes | Classe d’âge | Femmes |
| ------ | ------------ | ------ |
| 1      | 90 ou +      | 2,7    |
| 9,2    | 75-89 ans    | 12     |
| 20,6   | 60-74 ans    | 21,3   |
| 20,7   | 45-59 ans    | 20,3   |
| 16,8   | 30-44 ans    | 16     |
| 15,6   | 15-29 ans    | 13,4   |
| 16,1   | 0-14 ans     | 14,3   |

## Équipements, services et vie locale

### Enseignement
L'école est un RPI entre Cellefrouin et Saint-Mary. Cellefrouin accueille l'école primaire, et Saint-Mary l'école élémentaire, située au Perry, comportant une classe. Le secteur du collège est Chasseneuil.

## Lieux et monuments

### Patrimoine religieux

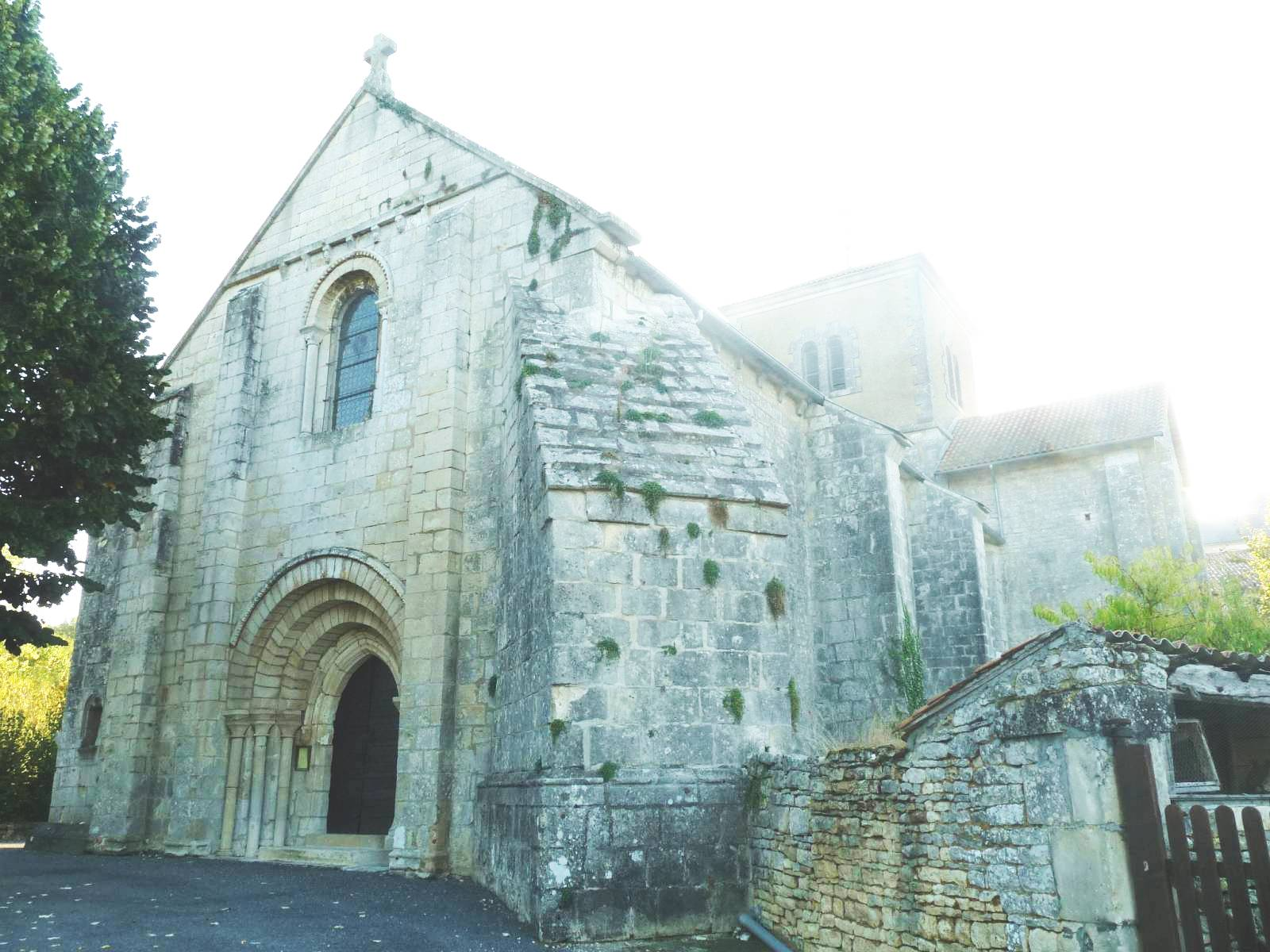
L'église de Saint-Mary.

- L'église de Saint-Mary est un ancien prieuré qui dépendait de l'abbaye Notre-Dame de Nanteuil, l'église paroissiale ayant disparu lors des guerres de religion. Cette église est remarquable par la pureté de ses formes romanes archaïques. Des passages sont aménagés entre les transepts et l'abside centrale, ce qui est assez rare dans la région[31].

### Patrimoine civil
- La grotte d'Artenac est connue dans le monde archéologique et a donné son nom à Culture d'Artenac et Artenacien.

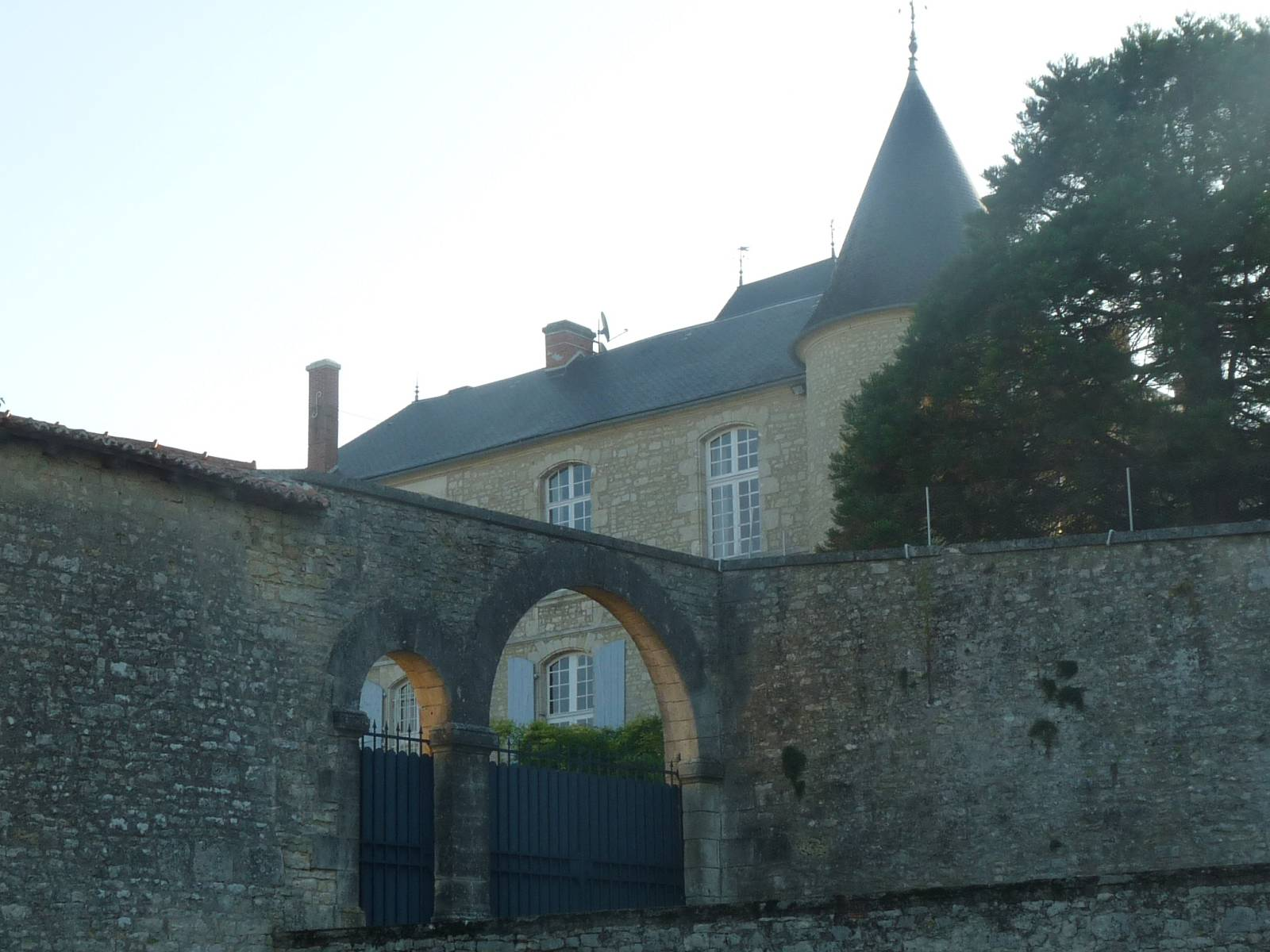
Château de Saint-Mary.

- L'actuel château de Saint-Mary, situé dans le bourg en face de l'église, a remplacé une forteresse médiévale du XVIe siècle et a été construit en 1751[45]. Sa toiture a été refaite en ardoise au XIXe siècle[46].

## Personnalités liées à la commune
- Jean Fougerat (1863-1932) : pharmacien, inventeur du sirop Rami, viticulteur et bienfaiteur, officier de la Légion d'honneur, est né à Saint-Mary.